# تشکیلات خودگردان فلسطین
تشکیلات خودگردان فلسطین با نام رسمی حکومت ملی فلسطین (به عربی: السلطة الوطنیة الفلسطینیة)، دولتی حاکم بر کرانه باختری و تحت کنترل سازمان فتح است که کنترل کامل بر منطقه الف کرانه باختری و نیز منطقه ب را به‌صورت مشترک با اسرائیل برعهده دارد اما منطقه ج و بیت‌المقدس شرقی، تحت اشغال اسرائیل هستند. این حکومت، کنترل نوار غزه را نیز برعهده داشت تا این‌که پس از درگیری فتح و حماس در سال ۲۰۰۷، حماس موفق شد که کنترل نوار غزه را در عمل برعهده بگیرد.
تشکیلات خودگردان فلسطین، در سال ۱۹۹۴ و متعاقب پیمان اسلو بین سازمان آزادی‌بخش فلسطین و اسرائیل و به عنوان یک حکومت انتقالی پنج ساله تأسیس شد تا در این مدت مذاکرات نهایی دو طرف انجام پذیرد.
طبق پیمان اسلو کنترل مسائل امنیتی و کشوری مناطق شهرنشین و فقط کنترل مسائل کشوری مناطق روستایی به حکومت فلسطین تفویض شد. بقیهٔ مناطق، و از آن جمله مناطق مسکونی اسرائیل، منطقهٔ درهٔ اردن و جاده‌های عبوری بین مناطق فلسطینی‌نشین تحت کنترل انحصاری اسرائیل باقی می‌ماند و اورشلیم شرقی هم از شمول مفاد این پیمان مستثنی شد.
تشکیلات خودگردان فلسطین را نباید با سازمان آزادی‌بخش فلسطین (ساف) اشتباه گرفت. ساف تنها نهادی است که به عنوان نماینده مردم فلسطین در سطح بین‌المللی شناخته می‌شود و در سازمان ملل نیز عضویت دارد. اما تشکیلات خودگردان به امور داخلی مناطق فلسطینی‌نشین می‌پردازد.
تشکیلات خودگردان فلسطین از سازمان آزادی‌بخش فلسطین متمایز بوده و این سازمان آزادیبخش فلسطین و نه دولت خودگردان است که موجودیت بین‌المللی دارد و تنها سازمانی است که کشورهای دیگر دنیا آن را نماینده مردم فلسطین می‌دانند. فعالیت دولت خودگردان منحصر به مناطق فلسطینی‌نشین است و فلسطینیانی که محل زندگی آنان خارج از کرانه باختری و نوار غزه است از حق رأی در انتخابات تعیین‌کننده مناصب دولت خودگردان فلسطین محروم هستند. سازمان آزادیبخش فلسطین از سال ۱۹۷۴ به عنوان «ناظر» در سازمان ملل متحد حضور دارد و بسیاری از کشورهای دنیا نیز ساف را به رسمیت شناخته و با آن روابط دیپلماتیک برقرار کرده‌اند. پس از صدور اعلامیهٔ استقلال فلسطین در سال ۱۹۸۸ نام نمایندگی این سازمان در سازمان ملل متحد از «سازمان آزادی‌بخش فلسطین» به «فلسطین» تغییر یافت. در واقع این ساف است ـ و نه دولت خودگردان ـ که در سازمان ملل و برخی سازمان‌های بین‌المللی دیگر هیئت نمایندگی دارد و در بسیاری از کشورهای دنیا سفارتخانه دارد و در مذاکرات صلح با اسرائیل نیز نمایندگان ساف ـ به عنوان تنها نماینده قانونی مردم فلسطین ـ شرکت می‌کنند.
بیشتر منابع مالی دولت خودگردان فلسطین از طریق کمک‌های بلاعوض کشورهای عضو اتحادیه عرب تأمین می‌شود. دولت خودگردان کمک‌های مالی قابل ملاحظه‌ای را هم از اتحادیه اروپا و ایالات متحده آمریکا دریافت می‌کند (جمعاً حدود ۱٬۰۰۰٬۰۰۰٬۰۰۰ دلار در سال ۲۰۰۵)، و لیکن هر دو آن‌ها پس از پیروزی حماس در انتخابات ۲۰۰۶ مجلس ادامه کمک‌های مالی را منوط به شناسایی اسرائیل از سوی حماس کردند و یک سال بعد آن را به حالت تعلیق درآوردند.

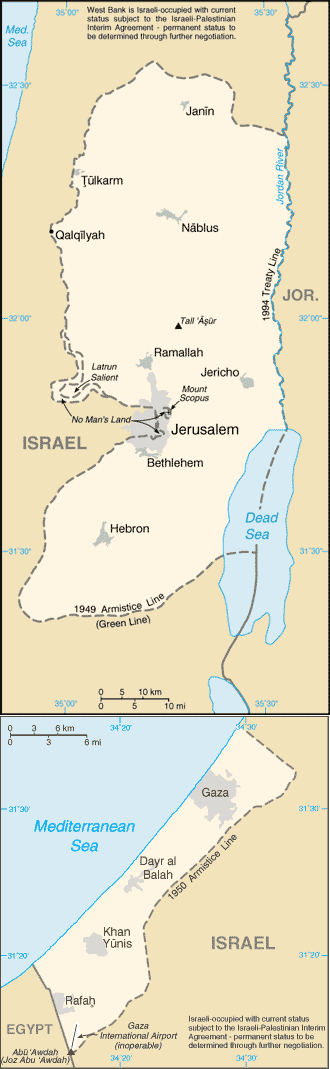
نقشه فلسطین

فرودگاه بین‌المللی غزه توسط دولت خودگردان در شهر رفح ساخته شد، ولی فقط زمان کوتاهی قبل از حمله اسرائیل که به‌واسطه بروز و گسترش انتفاضه الاقصی در سال ۲۰۰۰ اتفاق افتاد، فعالیت داشت. یک بندر نیز در غزه ساخته شد ولی هیچگاه کامل نشد.
فعالیت دیگر دولت خودگردان تشکیل سرویس نظامی متحدالشکل بود که منابع مختلف تعداد پرسنل آن را از ۴۰۰۰۰ تا ۸۰۰۰۰ نفر تخمین زده‌اند.
بسیاری از فلسطینیان به بازار کسب و کار اسرائیل وابسته هستند. البته در طول دهه ۱۹۹۰، اسرائیل شروع به جایگزینی فلسطینیان با کارکنان خارجی کرد. استفاده از این کارکنان از لحاظ اقتصادی بسیار باصرفه بوده و از جهت کاهش وابستگی به فلسطینی‌ها به عنوان نیروی کاری ارزان و همچنین از منظر مسایل امنیتی، ابزاری مفید تلقی می‌شد. این امر باعث آسیب دیدگی اقتصاد فلسطین، خصوصاً در نوار غزه شد.

## پیشینه
در سال ۱۹۲۲ و پس از فروپاشی امپراتوری عثمانی که به‌مدت چهار قرن (۱۹۱۷–۱۵۱۷) بر سرزمین فلسطین حکم‌فرمایی کرده بود، قیمومیت بریتانیا بر فلسطین تأسیس شد. آینده بعد فلسطین به منازعات شدید اعراب و جنبش‌های صهیونیستی به‌سر آمد. در سال ۱۹۴۷، سازمان ملل، طرح تقسیم‌بندی پیشنهاد تقسیم‌بندی مناطق تحت قیمومیت را به ایالاتی مخصوص اعراب و یهودیان داد که در آن اورشلیم و نواحی اطراف آن به عنوان «بخش جداکننده» و تحت حکومت رژیمی بین‌المللی مشخص کرد. مناطق اختصاص یافته به دولت عربی پیشنهادی، شامل نواحی ای بود که بعداً به عنوان نوار غزه و تقریباً تمام آنچه کرانه باختری نام گرفت به انضمام مناطق دیگر می‌شد.
گروه‌های یهودی (و به‌طور مشخص آژانس یهودیان) معمولاً از طرح تقسیم پشتیبانی می‌کردند. گروه‌های عربی (کلیه کشورهای عربی حاضر در سازمان ملل به آن رأی مخالف دادند) معمولاً طرح تقسیم را رد کرده و متقابلاً به دولت اسرائیل که تازه تأسیس شده بود می‌تاختند. شروع این تهاجمات جنگ ۱۹۴۸ اعراب و اسرائیل بود.
بعد از جنگ، اسرائیل کنترل بسیاری از مناطق مشخص شده جهت اعراب را در اختیار گرفت. توافقات حاصل از مذاکرات باعث ایجاد خط حائل ترک مخاصمه (ای.دی. ال‌ها) گردید که حالت مرزهای شناخته شده بین‌المللی را دارا نبودند.
از این‌رو نواحی که تحت کنترل نیروهای اردن و عراق بودند (با کمی تغییرات) تحت کنترل حکومت اردن قرار گرفته و به نام کرانه باختری معروف شد که در مقابل کرانه شرقی یا خاک اردن قرار گرفت)؛ منطقه تحت کنترل مصر عبارت بود از طول ساحل دریای مدیترانه در نزدیکی شهر غزه و جنوب مرزهای بین‌المللی، تحت کنترل مصر باقی‌مانده و به نام نوار غزه شهرت یافت.
برای مدت ۱۹ سال پس از قراردادهای ترک مخاصمه ۱۹۴۹ و تا جنگ شش‌روزهٔ سال ۱۹۶۷، نوار غزه توسط مصر اشغال شد و اردن کرانهٔ باختری و اورشلیم شرقی را اشغال نمود، و هیچ دولتی عربی شکل نگرفت. در سال ۱۹۵۰، اردن مناطق اشغالی را به خاک خود ضمیمه کرد، اما دیگر کشورها این تغییرات را به رسمیت نشناختند. فقط یک استثناء در این رابطه وجود داشت و آن انگلستان بود. (و نه آنطور که اغلب گفته می‌شود، پاکستان).
مادهٔ ۲۴ منشور ملی فلسطین مصوب سال ۱۹۶۴ تصریح می‌کند که: این سازمان هیچ نوع حاکمیت منطقه‌ای در خصوص کرانه باختری در پادشاهی هاشمی اردن، بروی نوار غزه یا منطقه هیما ندارد.
اسرائیل هر دو منطقه را در سال ۱۹۶۷ و در طی جنگ شش‌روزه به تسخیر خود درآورده و این مناطق از همان زمان تحت کنترل اسرائیل باقی‌مانده‌اند. بعد از جنگ، به معرفی قطعنامهٔ ۲۴۲ شورای امنیت سازمان ملل منازعه مفهومی زمین برای صلح فرمولی جهت عادی‌سازی روابط اسرائیل با همسایگانش پرداخت.
پیمان مصالحهٔ اسلو که در اوایل دههٔ ۱۹۹۰ بین سازمان آزادی‌بخش فلسطین و اسرائیل برقرار شده بود منجر به پیدایش تشکیلات خودگردان فلسطین شد. این حکومت نوعی سازمان موقت بود که به منظور مدیریت اشکال محدود خودگردانی توسط فلسطینیان در مناطق مربوط و به مدت پنج سال تشکیل شد تا مذاکرات در خصوص وضعیت نهائی به سرانجام برسند. حکومت خودگردان مسئولیت امور کشوری در برخی مناطق روستائی و همچنین مسئولیت امور امنیتی در اکثر نقاط شهری کرانهٔ باختری و نوار غزه را بر عهده گرفت. اگرچه طول دوره پنج ساله در سال ۱۹۹۹ منقضی شد، وضعیت نهایی علی‌رغم تلاش‌هایی از قبیل نشست ۲۰۰۰ کمپ دیوید، نشست تابا و پیمان غیررسمی ژنو هنوز مشخص نشده است.
در سال ۲۰۰۵ نیروهای اسرائیلی به‌صورت یکجانبه از نوار غزه عقب نشسته و کنترل کامل و مؤثر منطقه را به تشکیلات خودگردان فلسطین واگذار کردند.

## وقایع جاری

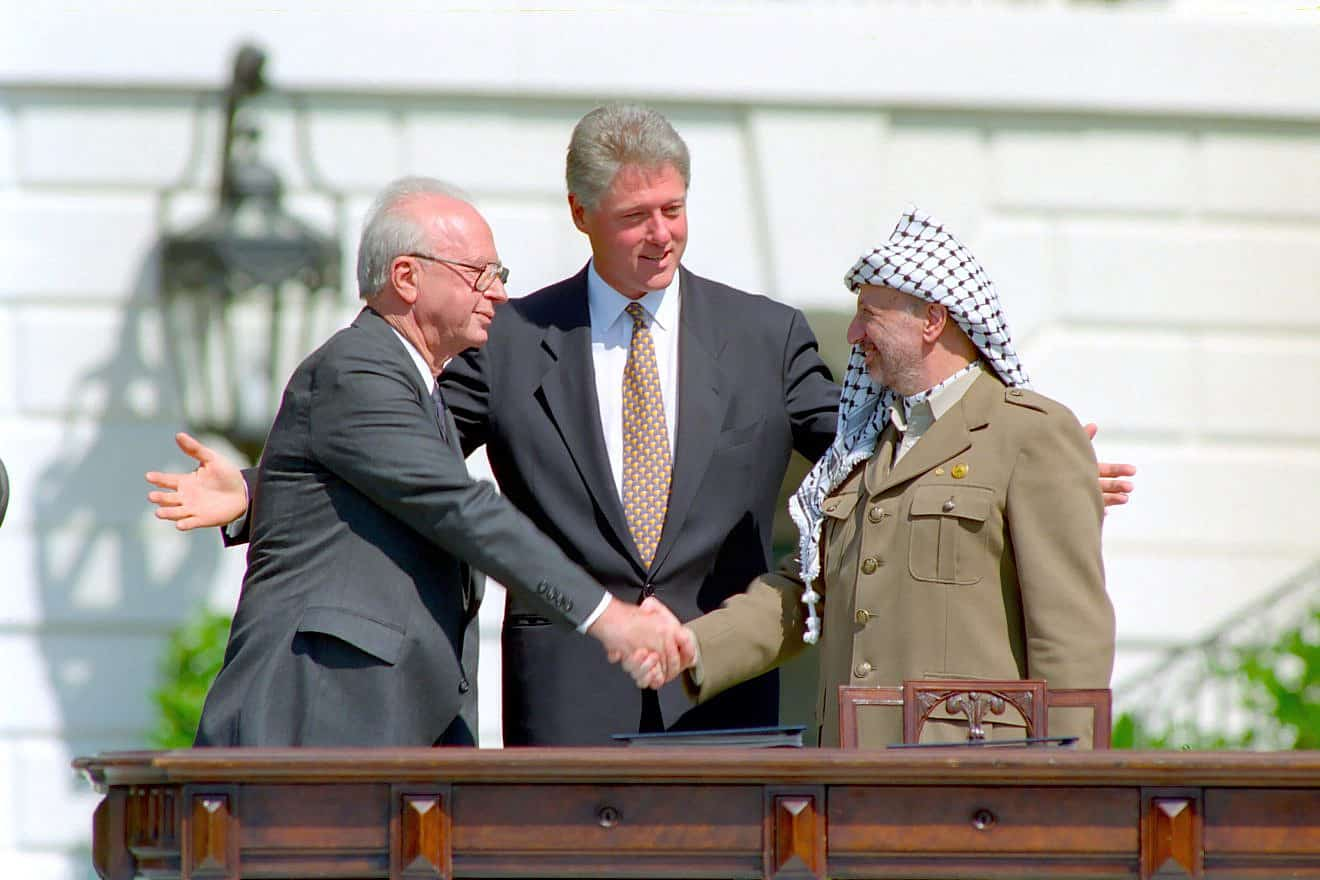
اسحاق رابین، بیل کلینتون و یاسر عرفات در مراسم امضای توافق اسلو در تاریخ ۱۳ سپتامبر ۱۹۹۳.

از زمان آغاز انتفاضهٔ دوم، تشکیلات خودگردان، در حال از دست دادن وجههٔ خود هم در فلسطین (نوار غزه و کرانهٔ باختری) و هم در خارج از کشور است. آریل شارون و جرج دابلیو. بوش از مذاکره با یاسر عرفات رهبر سازمان آزادی‌بخش فلسطین سرباز زدند. او کسی بود که به ادعای آنان نه تنها به حل معضل کمکی نکرد، بلکه موجب به وجود آمدن «بخشی از معضل» (در ارتباط با درگیری فلسطین و اسرائیل) به‌شمار می‌آمد؛ این در حالی بود که عرفات پیمان مصالحه اسلو را در سال ۱۹۹۳ امضاء کرده بود. در ژانویهٔ سال ۲۰۰۶، حماس در انتخابات مجلس فلسطین به پیروزی دست یافته و از این رهگذر جایگزین جنبش فتح عرفات به عنوان حزب رهبری‌کنندهٔ مردم فلسطین گردید؛ بنابراین در حال حاضر ریاست تشکیلات خودگردان با محمود عباس از جنبش فتح است.
اسرائیل، تشکیلات خودگردان را متهم به بی‌اساس بودن و به‌طور نهانی حمایت از خشونت ضد اسرائیل می‌کند. این دیدگاه در تابستان سال ۲۰۰۲ به صورت رسمی از جانب ایالات متحده پذیرفته و متعاقب آن تصمیم بر آن شد که اکثر مذاکرات فی‌مابین با حکومت فلسطین به حال تعلیق درآمده و تغییرات بنیادین سازمانی نیز معلق شود. شورای روابط خارجی ایالات متحده افراد صاحب نظر دولتی ادعا کردند که حکومت فلسطین در زمان عرفات جایگاه تروریست واقع شده است.
در طول مقاومت انتفاضه، اسرائیل کراراً کارکنان و منابع حکومت فلسطین را مورد هدف قرار داد. خصوصاً بسیاری از افرادی که دستگیر، مورد سوءقصد یا کشته شدند و از سوی اسرائیل مورد اتهام فعالیت‌های تروریستی قرار گرفتند، از مستخدمان نیروهای امنیتی و شبه نظامیان حکومت فلسطین بوده‌اند. در عملیات دیوار دفاعی اسرائیل مدعی کشف اسنادی شد که ثابت می‌کرد حکومت فلسطین به‌طور رسمی از «فعالیت‌های تروریستی» که توسط عوامل آن و تحت عنوان «شغل‌های کاذب» انجام می‌شد، حمایت می‌کند. به عنوان مثال، اسرائیل اقدام به دستگیری و محکومیت مروان برغوثی، یکی از رهبران شاخص جنبش فتح به اتهام رهبری گردان‌های شهدای الاقصی کرد. برغوثی موفق به اثبات بی گناهی خود شد و عدم بیطرفی دادگاه‌های اسرائیل را نیز محکوم کرد.
اسرائیل همچنین اهداف زیر بنائی حکومت فلسطین را مورد تهاجم قرار داد؛ به‌طور مشخص این رژیم به بستن و تخریب بخشی از فرودگاه‌ها و بندرهای فلسطینی اهتمام ورزید که بر اساس ادعای آن برای نقل و انتقال تروریست‌ها و تجهیزات آنان به کار می‌رفت. همچنین تاخت و تاز اسرائیل در طول جنبش انتفاضه موجب وارد آمدن خسارات به برخی ساختارهای زیر بنائی کامپیوتری فلسطین شد که البته میزان عمدی بودن آن مشخص نیست.
این تحرکات باعث برانگیخته شدن انتقاد فلسطینیان، کسانی که ادعا می‌کردند که حکومت فلسطین در حال فروپاشی بوده و دیگر قادر به ایفای تعهدات داخلی و خارجی خود نیست، گردید. نهایتاً این تحقیرهای مکرر منابع و بنیادهای تشکیلات خودگردان باعث اعتراض پی. ای؛ و برخی از حامیان مالی اتحادیهٔ اروپا آن مبنی بر تعمد اسرائیل در مانع تراشی در مسیر حرکت پی. ای و به منظور کاهش توانائی قانون‌گذاری آن در راستای ایجاد تصویری از بی نظمی و تروریسم در مناطق فلسطینی‌نشین، گردید. در سال ۲۰۰۲ دانشگاه پاریس ۶ و دانشگاه لی لی فرانسه به تعلیق مقاوله نامه فعالیت‌های علمی، خصوصاً در مورد برنامهٔ همکاری پی. سی. آر. دی. بین اتحادیهٔ اروپا و اسرائیل رأی مثبت دادند. آنان در این باره به مادهٔ ۲ مقاوله‌نامه که می‌گوید «احترام به حقوق بشر و اصول دمکراسی لازم است» اشاره نموده و اعلام کردند که این بند توسط اسرائیل محترم شمرده نشده است. خصوصاً که به‌دنبال این موضوع، کامپیوترها و دیگر ساختارهای زیر بنائی آموزشی فلسطین که با کمک مالی اتحادیهٔ اروپا مهیا شده بودند، توسط تساهال مورد تخریب عمدی قرار گرفتند. به‌هرحال بعدها این دانشگاه‌ها که متهم به عقاید ضدیهودی گشته بودند، رأی‌های خود را باطل نمودند.
در تاریخ ۷ ژوئیهٔ سال ۲۰۰۴ گروه چهارجانبهٔ میانجی‌گری خاورمیانه مراتب «خستگی و عدم رضایت» خود در خصوص عدم ایفای تعهدات حکومت فلسطین در اجرای اصلاحات موعود را به احمد قریع، نخست‌وزیر تشکیلات خودگردان از سال ۲۰۰۳ تا ۲۰۰۶ اعلام نمودند: «چنانچه اصلاحات امنیتی انجام نپذیرد، هیچ کمک بین‌المللی (مضاعف) و هیچ نوع کمک مالی از سوی جامعه جهانی متصور نخواهد بود».
در تاریخ ۱۸ ژوئیهٔ سال ۲۰۰۴، جرج دابلیو. بوش رئیس‌جمهور ایالات متحده اعلام نمود که تأسیس یک دولت فلسطینی تا آخر سال ۲۰۰۵ و به دلیل بی‌ثباتی و خشونت موجود در تشکیلات خودگردان فلسطین، مقدور به‌نظر نمی‌رسد.
برای ایجاد دولتی فلسطینی، لازم است که رهبران آن کشور نسبت به اصلاحات مشتاق بوده و خود را وقف مردم کشور خود کنند. مشکل مردم فلسطین مربوط به سرزمین آن‌هاست -؛ آن‌ها دولت و رهبر ندارند. فلسطینیانی که خواستار تغییرات هستند می‌بایست خواستار ایجاد یک نیروی امنیتی باشند. مشکل اصلی آن است که رهبری که قادر به اظهار «به ما کمک کنید تا یک دولت به‌وجود آوریم و بعد از آن به مقابله با تروریسم پرداخته و پاسخگوی مردم فلسطین باشیم» باشد، وجود ندارد.
به دنبال مرگ عرفات در تاریخ ۱۱ نوامبر سال ۲۰۰۴، و بر اساس مادهٔ (۲) ۵۴ قانون اساسی حکومت، روحی فتوح رهبر مجلس قانون‌گذاری فلسطین به عنوان رئیس حکومت فلسطین منصوب شد. «چنانچه پست ریاست‌جمهوری حکومت ملی به دلیل هر یک از موارد بالا خالی گشت، رئیس شورای قانونگذاری فلسطین قدرت و مسئولیت ریاست جمهوری: حکومت ملی را به صورت موقت و در دوره‌ای که طول آن نباید بیش از (۶۰) روز عهده‌دار گشته، و در این مدت انتخابات آزاد و مستقیم به منظور انتخاب رئیس‌جمهور جدید، طبق قانون انتخابات فلسطین، برگزار خواهد گردید.»
در تاریخ ۱۹ آوریل سال ۲۰۰۵، ولادیمیر پوتین رئیس‌جمهور روسیه با کمک به حکومت فلسطین موافقت کرده و اظهار داشت: «ما از تلاش‌های رئیس‌جمهور عباس در راستای ایجاد اصلاحات در سرویس‌های امنیتی و مبارزه با تروریسم حمایت می‌نماییم… چنانچه منتظر باشیم که رئیس‌جمهور عباس با تروریسم مبارزه کند، ایشان با امکانات فعلی توان انجام این کار را ندارد… ما با ارسال کمک‌های فنی و کارشناسان آموزشی به حکومت فلسطین کمک خواهیم کرد. ما هلیکوپتر و تجهیزات ارتباطات در اختیار حکومت فلسطین قرار خواهیم داد.»
در اوت سال ۲۰۰۵، آریل شارون نخست‌وزیر اسرائیل آغازگر طرح عقب‌نشینی یکجانبه از مناطق محروم نوار غزه شد. در همان زمان فتاح به این موضوع اشاره کرد که مایل به ساخت و ساز در ماله ادومیم و دیگر شهرک‌ها واقع در منطقهٔ کرانه باختری است.

## سیاست

### مقامات بلندپایه
| جایگاه    | نام          | حزب   | دورهٔ فعالیت                        |
| --------- | ------------ | ----- | ---------------------------------- |
| رئیس‌جمهور | محمود عباس   | فتح   | ۲۶ ژانویه ۲۰۰۵ - متصدی             |
| رئیس‌جمهور | یاسر عرفات   | فتح   | ۵ ژوئیه ۱۹۹۴–۱۱ نوامبر ۲۰۰۴        |
| نخست‌وزیر  | محمد اشتیه   | فتح   | ۱۴ آوریل ۲۰۱۹ - متصدی              |
| نخست‌وزیر  | رامی حمدالله | فتح   | ۲ ژوئن ۲۰۱۴–۱۴ آوریل ۲۰۱۹          |
| نخست‌وزیر  | رامی حمدالله | فتح   | ۶ ژوئن ۲۰۱۳–۲ ژوئن ۲۰۱۴ (مورد بحث) |
| نخست‌وزیر  | سلام فیاض    | مستقل | ۱۴ ژوئن ۲۰۰۷–۶ ژوئن ۲۰۱۳           |
| نخست‌وزیر  | اسماعیل هنیه | حماس  | ۱۹ فوریه ۲۰۰۶–۱۴ ژوئن ۲۰۰۷         |
| نخست‌وزیر  | احمد قریع    | فتح   | ۲۴ دسامبر ۲۰۰۵–۱۹ فوریه ۲۰۰۶       |
| نخست‌وزیر  | نبیل شعث     | فتح   | ۱۵ دسامبر ۲۰۰۵–۲۴ دسامبر ۲۰۰۵      |
| نخست‌وزیر  | احمد قریع    | فتح   | ۷ اکتبر ۲۰۰۳–۱۵ دسامبر ۲۰۰۵        |
| نخست‌وزیر  | محمود عباس   | فتح   | ۱۹ مارس ۲۰۰۳ – ۷ اکتبر ۲۰۰۳        |

### سیاست‌ها و ساختار داخلی
حکومت فلسطین در طول تاریخ با سازمان آزادی‌بخش فلسطین یعنی سیستمی که اسرائیل با آن پیمان مصالحهٔ اسلو را به امضاء رسانده بود، تعامل داشته است. یاسر عرفات ریاست سازمان آزادی‌بخش فلسطین در سال ۱۹۹۶ و در پی یک پیروزی ناپایدار به ریاست حکومت فلسطین انتخاب گردید. انتخابات موازی به تأخیر افتادند که دلایل ظاهری آن نیز بروز انتفاضهٔ دوم و به‌همراه آن سرکوب نظامی اسرائیل ذکر گردید. به‌هرحال کشاکش داخلی فلسطین نیز دلیلی بر درهم ریختگی امور دولت بوده و تا زمان مرگ عرفات در سال ۲۰۰۴ انتخابات جدید در سطوح ریاست‌جمهوری و مقامات محلی، برگزار نگردید. اگرچه حدود ۸۰٪ مسئولان حکومت فلسطین از مردم بومی فلسطین هستند اما بیشتر مشاغل سطح بالا توسط مقامات رسمی سازمان آزادی‌بخش فلسطین؛ که پس از تأسیس حکومت فلسطین در سال ۱۹۹۴ از تبعید بازگشته بودند، اشغال گردیده است. از نظر بسیاری از مردم فلسطین این «بازگشتگان» سرمنشأ بوروکراسی و فساد هستند.
دولت عرفات به دلیل فقدان دموکراسی، فساد گستردهٔ مقامات، تقسیم قدرت بین فامیل‌های نزدیک و وجود هزاران آژانس دولتی با وظایف متداخل مورد انتقاد قرار داشت. او با استفاده از مکانیزم‌های متفاوت، بیش از ۱۰ سازمان امنیتی متمایز از هم و بر اساس ادلهٔ طرح تفرقه و حکومت که گفته می‌شد طبق آن جو کشمکش قدرت در حکومت ابقاء و او را قادر به کنترل کلی امور می‌گردانید، تأسیس نمود. هم اسرائیل و هم ایالات متحده اظهار نمودند که اعتماد خود به عرفات به عنوان شریک کاری از دست داده و از مذاکره با او امتناع و او را رابط تروریسم قلمداد کردند. عرفات این اتهام را رد کرد و تا زمان مرگ به دیدار با دیگر رهبران جهان پرداخت. به‌هرحال مرگ او آغازی بر اعمال فشار برای تغییر رهبری فلسطین گردید. در سال ۲۰۰۳، عرفات در برابر فشارهای داخلی و بین‌المللی تسلیم و محمود عباس (ابو مازن) را به عنوان رئیس وزیران تشکیلات خودگردان برگزید. عباس چهار ماه پس از آن و به دلیل عدم حمایت اسرائیل، ایالات متحده و حتی خود عرفات از کار برکنار شد. او بعدها از سوی حزب خود فتح به عنوان کاندیدای ریاست‌جمهوری حکومت فلسطین در سال ۲۰۰۴ و پس از مرگ عرفات انتخاب گردید. او در تاریخ ۹ ژانویهٔ سال ۲۰۰۵ با ۶۲٪ آرا به ریاست‌جمهوری برگزیده شد.
بر اساس «قانون اساسی» فلسطین که در سال ۲۰۰۲ و پس از تأخیری طولانی توسط عرفات امضاء شد، ساختار فعلی حکومت فلسطین بر پایهٔ سه شاخهٔ قدرت تنظیم شده است: مجریه، مقننه و قضائیه. شاخهٔ قضائی هنوز نیاز به رسمی‌سازی صحیح دارد.
رئیس‌جمهور مستقیماً از سوی مردم انتخاب می‌گردد. شخص حائز این مقام در عین حال فرماندهی کل نیروهای مسلح را نیز بر عهده دارد. در اصلاحیه‌ای به قانون اساسی در سال ۲۰۰۳ (و آنچه که امکان تبدیل یا عدم تبدیل به بخشی از قانون اساسی بلافاصله پس از استقلال را خواهد داشت)، رئیس‌جمهور «نخست‌وزیر» را که در عین حال فرماندهی نیروهای امنیت ملی را نیز بر عهده دارد برمی‌گزیند. آنگاه نخست‌وزیر کابینهٔ وزیران را انتخاب و دولت را مدیریت می‌نماید. او گزارش کار خود را مستقیماً به رئیس‌جمهور می‌دهد. نخست‌وزیر اسبق احمد قریع دولت خود را در تاریخ ۲۴ فوریهٔ سال ۲۰۰۵ و با استقبال گستردهٔ جامعهٔ بین‌الملل تشکیل داد. برای اولین بار بیشتر وزارتخانه‌ها توسط افراد متخصص رشتهٔ خود در مقابل افرادی که به‌طور سیاسی انتخاب می‌گشتند، اداره می‌شدند.
مجلس قانون‌گذاری فلسطین از ۱۳۲ نفر نمایندهٔ انتخابی تشکیل شده و کار مجلس را انجام می‌دهد. این مجلس وظیفهٔ تصویب تمام مصوبات کابینهٔ دولت را که توسط نخست‌وزیر پیشنهاد می‌شود، برعهده داشته و همچنین می‌بایست شخص نخست‌وزیر را نیز پس از نامزدی توسط رئیس‌جمهور مورد تأیید قرار دهد. در تقابل با دیگر کشورهای عربی، این مجلس به صورت تاریخی قدرت اعمال وسیع قدرت را دارا بوده و بارها از طریق تهدید به رأی عدم اعتماد باعث تغییر بسیاری از مصوبات دولت گردیده است. بسیاری از رأی‌های انتقادی به نفع دولت و بدون کسب اکثریت قاطع آراء صادر می‌شوند. از زمان مرگ عرفات، مجلس فلسطین به تجدید قوای خود در امور محوله پرداخته و به صورت عام به احضار مقامات ارشد به منظور گواهی آن می‌پردازد. انتخابات پارلمانی در ژانویهٔ سال ۲۰۰۶ و پس از تصویب اخیر قانون بازبینی‌شدهٔ انتخابات که تعداد کرسی‌های مجلس را از ۸۸ به ۱۳۲ کرسی افزایش داد، برگزار شد.

### احزاب سیاسی و انتخابات
از زمان تأسیس حکومت فلسطین در سال ۱۹۹۳ تا زمان مرگ یاسر عرفات در اواخر سال ۲۰۰۴، تنها یک انتخابات برگزار شد. تمامی انتخابات به دلایل مختلف به تعویق افتاده بودند.
در سال ۱۹۹۶، انتخابات مجلس و ریاست‌جمهوری فلسطین به صورت واحد، برگزار شد. انتخابات بعدی ریاست‌جمهوری و مجلس برای سال ۲۰۰۱ برنامه‌ریزی شده بود، اما پس از وقوع انتفاضه دوم به تعویق افتاد. پس از مرگ عرفات، انتخابات ریاست این سازمان برای ۹ ژانویهٔ ۲۰۰۵ برنامه‌ریزی شد. محمود عباس، رهبر ساف، ۶۲٫۳ درصد آرا و مصطفی برغوتی، پزشک و کاندیدای مستقل، ۱۹٫۸ درصد آرا را به‌دست آوردند.
در ۱۰ مه ۲۰۰۴، کابینهٔ فلسطین اعلام کرد که انتخابات شهرداری برای نخستین بار برگزار خواهد شد. انتخابات برای اوت ۲۰۰۴ در اریحا و سپس شهرداری‌های خاصی در نوار غزه اعلام شد. در ژوئیهٔ ۲۰۰۴ این انتخابات به تعویق افتاد. گفته می‌شود که مشکلات مربوط به ثبت نام رأی‌دهندگان به تأخیر کمک کرده است. سرانجام در ۲۳ دسامبر ۲۰۰۴، انتخابات شهرداری برای مقامات شورا در اریحا و ۲۵ شهر و روستای دیگر در کرانهٔ باختری برگزار شد. در ۲۷ ژانویهٔ ۲۰۰۵، نخستین دور انتخابات شهرداری در نوار غزه برای مقامات ۱۰ شورای محلی برگزار شد. دورهای بعدی در کرانهٔ باختری در ماه مه ۲۰۰۵ انجام شد.
انتخابات شورای جدید قانونگذاری فلسطین (PLC) برای ژوئیهٔ ۲۰۰۵ توسط روحی فتوح رئیس موقت تشکیلات خودگردان فلسطین در ژانویهٔ ۲۰۰۵ برنامه‌ریزی شد. این انتخابات پس از اعمال تغییرات عمده در قانون انتخابات توسط مجلس که نیازمند زمان بیشتری برای رسیدگی و آماده‌سازی کمیتهٔ مرکزی انتخابات فلسطین بود، توسط محمود عباس به تعویق افتاد. از جملهٔ این تغییرات می‌توان به افزایش تعداد کرسی‌های پارلمان از ۸۸ به ۱۳۲ کرسی اشاره کرد که نیمی از کرسی‌ها در ۱۶ محل رقابت می‌کردند و نیمی دیگر به نسبت آرای احزاب از میان کاندیداهای سراسری انتخاب می‌شدند.
سازمان‌های زیر در انتخابات مذکور در بدنهٔ تشکیلات خودگردان فلسطین شرکت جستند:
- جبهه دموکراتیک برای آزادی فلسطین (به عربی: الجبهه الدمکراتیه لتحریر الفلسطین)
- فتح یا جنبش آزادی ملی فلسطین (به عربی: حرکت التحریر الوطنی الفلسطین)
- حماس یا جنبش مقاومت اسلامی (به عربی: حرکت المقاومه الاسلامیه)
- اتحاد دموکراتیک فلسطین(به عربی: الاتحاد الدمکراتیه الفلسطین) (اختصاری فیدا)
- ابتکار ملی فلسطین (به عربی: المبادرة الوطنیة الفلسطینیة)
- حزب خلق فلسطین (به عربی: حزب الشعب الفلسطینی)
- جبهه خلق برای آزادی فلسطین (به عربی: الجبهه الشعبیه لتحریر فلسطین)

نظرسنجی‌های اکتبر ۲۰۰۶ نشان داد که فتح و حماس قدرت برابری دارند.
در ۱۴ ژوئن ۲۰۰۷، پس از نبرد ۲۰۰۷ غزه، محمود عباس، رئیس‌جمهور فلسطین، دولت تحت رهبری حماس را برکنار کرد و دولت را به مدت ۳۰ روز تحت کنترل خود نگه داشت و پس از آن دولت موقت باید توسط مجلس فلسطین تصویب می‌شد.

## تقسیمات اداری
پس از امضاء پیمان اسلو مناطق کرانهٔ باختری و نوار غزه به سه منطقهٔ (الف، ب و ج) و فرمانداری تقسیم گشت. منطقه الف اشاره به مناطق تحت نفوذ امنیتی و کنترل کشوری حکومت فلسطین دارد.
منطقه ب اشاره به مناطق تحت کنترل کشوری فلسطینیان و کنترل امنیتی اسرائیل دارد.
منطقه ج اشاره به مناطقی دارد که به‌طور کامل تحت کنترل اسرائیل قرار دارند مانند شهرک‌ها.

### استان‌ها
| نام              | منطقه | جمعیت       | تراکم      | مرکز ناحیه                      |
| ---------------- | ----- | ----------- | ---------- | ------------------------------- |
| جنین             | ۵۸۳   | ۳۱۱٬۲۳۱     | ۵۳۳٫۸۴     | جنین                            |
| طوباس            | ۴۰۲   | ۶۴۷۱۹       | ۱۶۰٫۹۹     | طوباس                           |
| طولکرم           | ۲۴۶   | ۱۸۲٬۰۵۳     | ۷۴۰٫۰۵     | طولکرم                          |
| نابلس            | ۶۰۵   | ۳۸۰٬۹۶۱     | ۶۲۹٫۶۸     | نابلس                           |
| قلقیلیه          | ۱۶۶   | ۱۱۰۸۰۰      | ۶۶۷٫۴۶     | قلقیلیه                         |
| سلفیت            | ۲۰۴   | ۷۰٬۷۲۷      | ۳۴۶٫۷      | سلفیت                           |
| رام‌الله و البیره | ۸۵۵   | ۳۴۸٬۱۱۰     | ۴۰۷٫۱۴     | رام‌الله                         |
| اریحا            | ۵۹۳   | ۵۲٬۱۵۴      | ۸۷٫۹۴      | اریحا                           |
| قدس              | ۳۴۵   | 419,108 الف | 1214.8 الف | اورشلیم (De Jure و مورد مناقشه) |
| بیت‌لحم           | ۶۵۹   | ۲۱۶٬۱۱۴     | ۹۲۷٫۹۴     | بیت‌لحم                          |
| الخلیل           | ۹۹۷   | ۷۰۶٬۵۰۸     | ۷۰۸٫۶۳     | الخلیل                          |
| شمال غزه         | ۶۱    | ۳۶۲۷۷۲      | ۵۹۴۷٫۰۸    | جبالیا                          |
| غزه              | ۷۴    | ۶۲۵٬۸۲۴     | ۸۴۵۷٫۰۸    | شهر غزه                         |
| دیرالبلح         | ۵۸    | ۲۶۴٬۴۵۵     | ۴۵۵۹٫۵۶    | دیرالبلح                        |
| خان یونس         | ۱۰۸   | ۳۴۱٬۳۹۳     | ۳۱۶۱٫۰۴    | خان یونس                        |
| رفح              | ۶۴    | ۲۲۵٬۵۳۸     | ۳۵۲۴٫۰۳    | رفح                             |

## اقتصاد
به‌دنبال انتخابات قانونگذاری سال ۲۰۰۶ که در آن مقاومت حماس به پیروزی رسید، اسرائیل تحویل ۵۵ میلیون دلار مالیات اخذ شده به تشکیلات خودگردان را متوقف نمود؛ از آنجاکه تشکیلات خودگردان فاقد نقاط دسترسی (بندرگاه، فرودگاه و غیره) جهت جمع‌آوری مالیات است، اسرائیل این کار را بر عهده داشت. این وجوه تشکیل‌دهندهٔ یک سوم بودجهٔ تشکیلات خودگردان بوده که دو سوم آن به‌عنوان بودجهٔ اصلی و پشتوانهٔ پرداخت حقوق ۱۶۰۰۰۰ کارمند کشوری (که در بین آن‌ها ۶۰۰۰۰ نیروی امنیتی و پلیس وجود دارند) بودجه‌ای که یک سوم مردم فلسطین از آن بی‌بهره هستند. اسرائیل همچنین تصمیم گرفت تا کنترل‌های خود را در پست‌های بازرسی که از آغاز انتفاضهٔ دوم عامل اصلی بحران اقتصادی سال‌های ۲۰۰۲–۲۰۰۱ که بانک جهانی به مقایسه آن با بحران اقتصادی سال ۱۹۲۹ مقایسه نمود، محسوب می‌گردید، نمود. افزون بر آن، ایالات متحده و اتحادیهٔ اروپا کمک‌های مستقیم خود به تشکیلات خودگردان را قطع نمودند. این در حالی بود که ایالات متحده اقدام به مسدود کردن فعالیت‌های اقتصادی بانک‌های پی. ای؛ و مانع تراشی در
پرداخت برخی وجوه کمکی اتحادیهٔ عرب (به‌عنوان مثال عربستان سعودی و قطر) به حساب‌های تشکیلات خودگردان نمود. در ۶ و ۷ ماه مه سال ۲۰۰۶، صدها نفر از فلسطینیان در غزه و کرانه باختری طی تظاهراتی خواستار پرداخت حقوق خود شدند. با افزایش «فشار اقتصادی» به روی تشکیلات خودگردان تنش بین حماس و فتح رو به افزایش گذارد.

## کمک‌های خارجی و کسری بودجه
بنا به وضعیت خاص مناطق مورد منازعه، حکومت فلسطین (پی. ای) حمایت‌های مالی بی نظیری را از جامعه جهانی دریافت کرده بود. بر اساس گزارش بانک جهانی، مبلغ ۹۲۹ میلیون دلار از سوی جامعه جهانی در سال ۲۰۰۱ به پی.ان.ای. اختصاص یافت، این مبلغ در سال ۲۰۰۱ به میزان ۸۹۱ میلیون دلار و در سال ۲۰۰۵ به عدد ۱۱۰۰ میلیون دلار رسید (که معادل ۵۳٪ کل بودجه در سال ۲۰۰۵ بود). اصلی‌ترین اهداف این کمک‌ها حمایت بودجه، کمک در زمینه ارتقاء و سلامت عمومی بوده است. در سال ۲۰۰۳، ایالات متحده مبلغ ۲۲۴ میلیون دلار، اتحادیه اروپا ۱۸۷ میلیون دلار، اتحادیه عرب ۱۲۴ میلیون دلار، نروژ ۵۳ میلیون دلار، بانک جهانی۵۰ میلیون دلار، بریتانیا ۴۳ میلیون دلار، ایتالیا ۴۰ میلیون دلار و ۱۷۰ میلیون دلار مابقی نیز توسط دیگر کشورها پرداخت گردید. بنا بر گزارش بانک جهانی، کسری بودجه در سال ۲۰۰۵ حدود ۸۰۰ میلیون دلار بوده که تقریباً نیمی از آن توسط حامیان مالی تدارک گردیده است. همچنین این گزارش می‌گوید که وضعیت مالی تشکیلات خودگردان عمدتاً به دلیل مصارف کنترل نشده دولت خصوصاً رشد زیاد صورتحساب حقوق کارکنان دولت، گسترش طرح‌های حمل و نقل عمومی و افزایش شبکه وام، به‌صورتی فزاینده ناپایدار گشته بود.

### تهدید به قطع کمک‌های مالی به‌دنبال انتخابات مجلس قانونگذاری در ژانویهٔ سال ۲۰۰۶
به‌دنبال برگزاری انتخابات مجلس فلسطین در ژانویهٔ سال ۲۰۰۶ که در آن مقاومت حماس به پیروزی رسید، گروه چهارجانبه تهدید به قطع حمایت‌های مالی از حکومت فلسطین نمودند.
در روز ۲ فوریهٔ سال ۲۰۰۶، طبق گزارش خبرگزاری فرانسه تشکیلات خودگردان، اسرائیل را به «اعمال تنبیهات فزاینده پس از آن‌که این رژیم باعث جلوگیری درخواست ایالات متحده مینی بر رفع مسدود بودن کمک‌های مالی به فلسطین گردید»، متهم نمود. احمد قریع نخست‌وزیر اظهار داشت که امیدوار است راهی جهت جایگزین نمودن حمایت‌های مالی جهت جبران کسری ۵۰ میلیون دلاری بودجه به منظور پرداخت حقوق کارگران بخش دولتی و جهت پرداخت اسرائیل از بابت مقرری ماه اول بیابد. «دولت ایالات متحده اسرائیل را بابت امتناع از رفع سریع ممنوعیت وجوه مالی، مورد انتقاد قرار داد. البته این وجوه بعداً رفع ممنوعیت گردیدند. به‌هرحال روزنامه» نیویورک تایمز «در مورخه ۱۴ فوریه سال ۲۰۰۶ اعلان نمود که» طرح بی‌ثباتی «حماس پیروز مبارزات انتخابات مجلس قانون‌گذاری سال ۲۰۰۶، علت» فشارهای مالی «بوده و کلیهٔ حمایت‌های مالی به تشکیلات خودگردان از زمان به قدرت رسیدن حماس قطع خواهد گردید. علت این مسئله را نیز بی‌اعتبار ساختن این مقاومت نزد مردم فلسطین ذکر نمود. بر اساس گزارش‌های خبری،» حکومت فلسطین با کسری بودجه‌ای در حد ۶۰ تا ۷۰ میلیون دلار حتی پس از دریافت ماهیانه ۵۰ تا ۵۵ میلیون دلار از اسرائیل و از محل جمع‌آوری وجوه مالیاتی و عوارض گمرکی که توسط مقامات این رژیم در مرزهای ورودی اخذ و متعلق به فلسطین بوده است، مواجه است. با آغاز ماه مارس سال ۲۰۰۶، "حکومت فلسطین با حداقل کسری بودجه ماهیانه در حد ۱۱۰ میلیون دلار یا سالیانه بیش از یک میلیارد دلار مواجه خواهد بود. این مبالغ جهت پرداخت حقوق کامل ۱۴۰۰۰۰ نفر از مستخدمان است که حدود یک سوم جمعیت فلسطین را تشکیل می‌دهند. رقم استخدام شامل حدود
۵۸۰۰۰ نفر نیروی امنیتی می‌گردد که اکثر آنان با جنبش شکست خورده فتح وابستگی دارند. «از زمان انتخابات مورخه ۲۵ ژانویه، بازار بورس فلسطین قبلاً با ۲۰ درصد افت مواجه شده بود، این در حالیست که» حکومت از تمام ظرفیت استقراض خود به سیستم بانکی استفاده نموده بود."

### استفاده از همیاری اتحادیهٔ اروپا
در سال ۲۰۰۲، دانشگاه پیر و ماری کوری و دانشگاه لی لی فرانسه به تعلیق مقاوله نامه فعالیت‌های علمی، خصوصاً در مورد برنامهٔ همکاری پی. سی. آر. دی. بین اتحادیهٔ اروپا و اسرائیل رای مثبت دادند. آنان در این باره به ماده ۲ مقاوله نامه که می‌گوید «احترام به حقوق بشر و اصول دمکراسی لازم است» اشاره نموده و اعلام کردند که این بند توسط اسرائیل محترم شمرده نشده است. خصوصاً که به‌دنبال این موضوع، کامپیوترها و دیگر ساختارهای زیر بنائی آموزشی فلسطین که با کمک مالی اتحادیه اروپا مهیا شده بودند، توسط تساهال مورد تخریب عمدی قرار گرفتند. به‌هرحال، به‌هرحال بعدها این دانشگاه‌ها که متهم به عقاید ضدیهودی گشته بودند، رأی‌های خود را باطل نمودند.
در فوریهٔ سال ۲۰۰۴، گزارش گردید که دفتر ضد-تقلب (OLAF) اتحادیه اروپا مشغول بررسی اسنادی است که تأییدکنندهٔ همکاری یاسر عرفات و حکومت فلسطین در اختصاص ده‌ها میلیون دلار از کمک‌های اتحادیهٔ اروپا به سازمان‌های فعال در حملات انتحاری مانند گردان‌های شهدای الاقصی است. به‌هرحال در ماه اوت سال ۲۰۰۴، بررسی‌های موقت اظهار می‌داشت که «تا این تاریخ هیچ مدرکی دال بر اختصاص کمک‌های بودجه‌ای مستقیم بدون نام اتحادیهٔ اروپا به حکومت فلسطین در فعالیت‌های غیرقانونی و از جمله تروریسم به‌دست نیامده است».
یک «گروه کاری» مجزای اتحادیهٔ اروپا نیز با صدور گزارشی در آوریل سال ۲۰۰۴، که از رأی ۶–۷ استخراج شده بود، و شامل دوره زمانی بین اواخر سال ۲۰۰۰ تا اواخر سال ۲۰۰۲ می‌گردید، اعلام نمود که کمک‌های مالی اتحادیهٔ اروپا به شبه‌نظامیان فلسطینی که اقدام به حملات نظامی علیه اسرائیل نموده‌اند، منتقل نشده است: «تا امروز، هیچ مدرک مستندی مبنی بر استفادهٔ کمک‌های بودجه‌ای مستقیم بدون نام اتحادیهٔ اروپا در فعالیت‌های غیرقانونی و از جمله تدارک مالی تروریسم به‌دست نیامده است».
علاوه بر آن، اتحادیهٔ اروپا روش حمایت مالی فلسطینیان را تغییر داده و هم‌اکنون هر کمکی را به مقصودی خاص اختصاص می‌دهد. از آوریل سال ۲۰۰۳، پول تنها در حالتی تحویل می‌گردد که یک سری شرایط مانند ارائهٔ فاکتور صورتحساب‌هایی که فلسطینیان مجبور به پرداخت آن هستند، احراز گشته باشد. لازم است ذکر شود که اتحادیهٔ اروپا به عنوان بزرگ‌ترین حامی فلسطین مطرح است.

### پرداخت به زندانیان فلسطینی در بند زندان‌های اسرائیل
در ۲۲ ژوئیهٔ سال ۲۰۰۴، سلام فیاض وزیر امور اقتصاد حکومت فلسطین در یک مقاله که در هفته‌نامهٔ فلسطینی جروزالم تایمز به چاپ رسید، جزئیات پرداخت‌ها به زندانیان فلسطینی توسط مقامات اسرائیلی را اعلام نمود:
1. مستمری زندانیان بین محدوده زمانی ژوئن سال ۲۰۰۲ و ژوئن سال ۲۰۰۴ به ماهیانه ۹٫۶ میلیون دلار افزایش پیدا کرد که در مقایسه با دورهٔ ژانویهٔ سال ۱۹۹۵ تا ژوئن سال ۲۰۰۲ افزایش ۲۴۶ درصدی را نشان می‌داد.
2. بین محدودهٔ زمانی ژوئن سال ۲۰۰۲ و ژوئن سال ۲۰۰۴ مبلغ ۷۷ میلیون شِکِل به زندانیان پرداخت شد که در مقایسه با ۱۲۱ میلیون شکل دورهٔ ژانویهٔ سال ۱۹۹۵ تا ژوئن سال ۲۰۰۲ نشانگر افزایش سالیانه ۱۶ میلیون شکل است. افزایش سالیانهٔ پرداخت‌ها در دو دوره مؤید افزایش ۴۵۰ درصدی است که بسیار بیش از افزایش تعداد زندانیان است.
3. بین سال‌های ۲۰۰۲ و ۲۰۰۴، تشکیلات خودگردان ۲۲ میلیون شکل برای مقاصد دیگر هزینه نمود؛ این هزینه‌ها عبارت بودند از هزینهٔ گرفتن وکیل، پرداخت جرائم و وجه‌الضمان آزادی زندانیان. پرداخت‌های حق‌الوکاله شامل پرداخت‌های مستقیم تشکیلات خودگردان و پرداخت‌های انجام شده از سوی باشگاه زندانیان می‌گردید.

## بی‌قانونی در مناطق فلسطینی

### خشونت بر ضد شهروندان
بر اساس گزارش گروه نظارت بر حقوق بشر فلسطین عدم توافق و درگیری بین احزاب سیاسی مختلف، خانواده‌ها و شهرها تصویری کامل از جامعهٔ فلسطین را شکل می‌دهند. این تفرقه‌ها در طول انتفاضهٔ الاقصی به خشونتی فزاینده منجر گشته‌اند. در طول یک دورهٔ ۱۰ ساله از ۱۹۹۳ تا ۲۰۰۳، ۱۶٪ آمار مرگ و میر شهروندان فلسطینی بر اثر فعالیت گروه‌ها و شخصیت‌های فلسطینی بوده است.
اریکا واک خبرنگار انسان گرا طی گزارشی اعلام داشته که: از تعداد کل کشته شدگان فلسطینی در طول این مدت چه توسط سربازان اسرائیلی و چه توسط نیروهای امنیتی، ۱۶ درصد قربانی نیروهای امنیتی فلسطین گشته‌اند." یکی از اتهاماتی که موجب هدف قرار دادن و کشتن افراد می‌گردد، همکاری با نیروهای اسرائیلی می‌باشد:
«اتهام افراد محکوم شده کمک به نیروهای اسرائیلی، صحبت بر ضد عرفات، شرکت و همکاری با گروه‌های جنایتکار رقیب بوده و این افراد پس از گذراندن دادگاهی کوتاه مدت بدار کشیده می‌شوند. عرفات زمینه‌ای را ایجاد کرده است که در آن خشونت ادامه یافته و حالتی است که در آن سکوت بمعنای انتقاد می‌باشد، و اگرچه او موفق به منع اعمال خشونت گشته ولی موفق به توقف آن نگردیده است.»
بررسی سالیانه مؤسسهٔ فریدم هاوس از حقوق سیاسی و آزادی‌های شهروندی و همچنین آزادی در جهان در دوره سالیانه ۲۰۰۲–۲۰۰۱ حاکی از آن است که «آزادی‌های شهروندی بر ضد: شلیک‌های مرگبار پرسنل نیروهای امنیتی فلسطین بروی شهروندان فلسطینی؛ محاکمات صوری و اجرای احکام کسانی که طبق نظر حکومت فلسطین (پی. ای) متهم به همکاری هستند؛ کشتارهای فرا قضائی توسط افراد شبه نظامی؛ و تهییج مسلم و رسمی جوانان فلسطین در تقابل با سربازان اسرائیلی و طبعاً قرار دادن آن‌ها در معرض خطرات مستقیم.»
از ماه مارس سال ۲۰۰۵، نیروهای امنیتی فلسطین هیچ نوعی دستگیری را در خصوص قتل سه آمریکایی عضو هیئت دیپلماتیک در نوار غزه و در تاریخ اکتبر سال ۲۰۰۳، انجام ندادند. موسی عرفات رئیس سرویس ضداطلاعات نظامی فلسطین و پسر عموی رئیس وقت حکومت فلسطین یاسر عرفات در خصوص فشار ایالات متحده در خصوص دستگیری قاتلین اعلام نمود که؛ «آنان می‌دانند که ما در وضعیتی بسیار بحرانی به‌سر می‌بریم و اینکه درگیری با هر یک از احزاب فلسطینی در زیر فشار اشغالگری اسرائیل، موردی است که می‌تواند برای ما مشکلات فراوانی را به‌وجود آورد». از زمان حمله اکتبر سال ۲۰۰۳، ایالات متحده دیپلمات‌های خود را از ورود به نوار غزه منع نمود.
از سوی دیگر ادعا گردید که تونل‌های قاچاق بین مصر و نوار غزه توسط یکی از سرویس‌های امنیتی فلسطین و تحت نظارت و دستور موسی عرفات، کنترل می‌گردند. او متهم به دریافت سهم از منافع حاصل از تونل‌های قاچاق گردید.

### خشونت علیه مقامات
در تاریخ ۱۵ اکتبر سال ۲۰۰۳ سه نفر از اعضای هیئت دیپلماتیک ایالات متحده بر اثر انفجار بمب تروریست‌های فلسطینی در سه کیلومتری جنوب منطقهٔ ارتز به نوار غزه کشته شده و شمار دیگری از اعضای این هیئت مجروح گردیدند. مرتکبین این اقدام همچنان آزادند.
در فوریه سال ۲۰۰۴ قسان شکاوا (شهردار نابلس) در اعتراض به عدم واکنش حکومت فلسطین به شبه نظامیان مسلحی که مبادرت به اعمال وحشیانه در شهر نموده و تلاش‌های مکرری که توسط تروریست‌های فلسطین در جهت کشتن وی صورت گرفته بود، اقدام به استعفاء از مقام خود نمود. بعدها ژنرال صایب العاجز  (عربی)، فرمانده پلیس غزه اظهار داشت که: "درگیری داخلی بین نیروهای پلیس و شبه نظامیان امکان‌پذیر نیست. این کار ممنوع است. ما یک ملت واحد هستیم و بسیاری از مردم همدیگر را می‌شناسند. این کار آسانی نیست که کسی را به جرم تهیه سلح برای دفاع از میهن خود، به قتل برسانیم.
در طول سه‌ماههٔ نخست سال ۲۰۰۴، شماری از حملات ضد روزنامه‌نگاران در کرانهٔ باختری و نوار غزه به‌وقوع پیوست که گردان‌های شهدای الاقصی را در این زمینه مقصر شناختند. از همه شاخص تر حمله‌ای بود که به دفاتر کرانه باختری ایستگاه تلویزیون عرب العربیه انجام شد و در آن مردان نقاب پوشی که خود را از اعضای گردان‌ها می‌خواندند، شرکت داشتند. روزنامه‌نگاران فلسطینی در اعتراض به خشونت‌های فزاینده ضد اصحاب قلم در مورخه ۹ فوریه اعلام اعتصاب نمودند.
کارن ابو زید، قائم مقام دبیرکل کمیسیون آژانس کار و امداد سازمان ملل متحد در نوار غزه در ۲۹ فوریهٔ سال ۲۰۰۴ اعلام نمود که: آنچه که آغاز شده و کاملاً مشهود است آنست که نظم و قانون از بین رفته و تمامی گروه‌ها دارای افراد شبه نظامی خاص خود گردیده‌اند که بسیار هم منظم عمل می‌نمایند. این احزاب هستند که سعی در نمایش قدرت خود دارند.
قاضی الجبالی رئیس پلیس نوار غزه، از سال ۱۹۹۴ هدف حملات مکرر فلسطینیان قرار داشت. در مارس سال ۲۰۰۴، دفاتر او مورد حمله مسلحانه قرار گرفت. در آوریل ۲۰۰۴، انفجار یک بمب بخش جلوی منزل او را ویران نمود. در ۱۷ ژوئیهٔ ۲۰۰۴ در جریان یک حمله مسلحانه که در پی یک کمین در سر راه همراهان وی انجام شد، او را دزدیده و دو نفر از محافظانش را مجروح ساختند. او چند ساعت بعد آزاد گردید. کمتر از شش ساعت بعد، سرهنگ خالد ابو الولا، فرمانده ستاد نظامی در بخش جنوبی غزه ربوده شد.
در شامگاه ۱۷ ژوئیه اعضای جنبش فتح ۵ شهر وند فرانسوی (۳ مرد و ۲ زن) را ربوده و در ساختمان انجمن صلیب سرخ در خان یونس به گروگان گرفتند:
مقامات امنیتی فلسطین اعلام کردند که آدم‌ربایی توسط گردان‌های ابو الریش که متهم به ارتباط با حزب فتح مربوط به یاسر عرفات رئیس حکومت فلسطین بود، انجام شده است.
در ۱۸ ژوئیه عرفات پسر عموی خود موسی عرفات را به جای قاضی الجبالی برگزید که باعث بروز شورش‌های شدیدی در رفح و خان یونس گردید که در آن اعضای گردان‌های شهدای الاقصی دفاتر تشکیلات خودگردان را به آتش کشیده و به‌روی افراد پلیس فلسطین آتش گشودند. طی این شورش‌ها حداقل یک فلسطینی کشته و ده‌ها نفر دیگر به‌شدت مجروح گردیدند.
در ۲۰ ژوئیهٔ ۲۰۰۴ دیوید ساتر فیلد نفر دوم دولت ایالات متحده در امور خاور نزدیک در گفتگویی در مجلس سنا، اظهار داشت که حکومت فلسطین در مهار تروریست‌های فلسطین که
متهم به قتل سه نفر از اعضای هیئت دیپلماتیک آمریکا در منطقه نوار غزه در ۱۵ اکتبر ۲۰۰۳ هستند، ناکام مانده است. ساتر فیلد این‌گونه اضافه نمود که:
هیچ راه حل قابل قبولی برای این مشکل پیدا نشده است. تنها نتیجه‌ای که می‌توانیم بگیریم آنست که اراده‌ای سیاسی که توسط رئیس حکومت یاسر عرفات ایجاد گشته مانع پیشرفت بعدی در این تحقیقات گردیده است.
در تاریخ ۲۱ ژوئیه، نبیل عمرو وزیر اسبق اطلاعات و عضو کابینه و عضو مجلس قانون‌گذاری فلسطین پس از یک مصاحبهٔ تلویزیونی که در آن به انتقاد از یاسر عرفات پرداخته و خواستار ایجاد اصلاحات در تشکیلات خودگردان شده بود، هدف گلولهٔ افراد نقاب‌دار قرار گرفت.
در خصوص بروز نا آرامی‌ها، وزیر کابینه قدوره فارس در ۲۱ ژوئیهٔ ۲۰۰۴ اظهار می‌دارد:
هر یک از ما مسئول هستیم. عرفات مسئول‌ترین شخص در خصوص شکست است. رئیس‌جمهور عرفات شکست خورده است و دولت فلسطین شکست خورده است، احزاب سیاسی فلسطین شکست خورده‌اند.
در ۲۲ ژوئیهٔ ۲۰۰۴، سازمان ملل متحد سطح هشدار خود برای نوار غزه را افزایش داده و به «مرحلهٔ چهار» رسانیده (یک سطح پایین‌تر از آخرین مرحله یعنی مرحلهٔ پنج) و تصمیم گفت کلیهٔ کارکنان خارجی غیر ضرور را از نوار غزه خارج سازد.
شلیک موشک‌های قسام از نوار غزه به داخل اسرائیل به‌شدت توسط ساکنان نزدیک به محل پرتاب مورد مخالفت قرار گرفت، زیرا اسرائیل نیز به این موشک‌های قسام جواب‌های پیاپی نظامی می‌داد. در۲۳ ژوئیهٔ ۲۰۰۴، یک پسر عرب که والدین او به‌صورت فیزیکی با استقرار سکوی پرتاب موشک قسام از حوالی منزلشان مخالفت نموده بودند توسط تروریست‌های فلسطین از گردان‌های شهدای الاقصی هدف قرار گرفته و کشته شد. در این حادثه پنج نفر دیگر زخمی‌شدند.
در تاریخ ۲۵ ژوئیهٔ ۲۰۰۴ ۲۰ عضو گردان‌های شهدای الاقصی دفتر حاکم در شهر خان یونس نوار غزه را به‌تصرف خود درآورد. در میان تقاضاهای آن‌ها یکی این بود که موسی عرفات، پسر عموی یاسر عرفات از مقام خود به عنوان فرمانده نیروهای امنیتی غزه برکنار گردد. در حمله‌ای مجزا، افراد ناشناس به یک ایستگاه پلیس حمله کرده و ساختمان را به آتش کشیدند که باعث وارد شدن خساراتی سنگین شد.
در ۳۱ ژوئیه، آدم‌ربایان فلسطینی در نابلس اقدام به ربودن ۳ نفر با ملیت‌های خارجی نمودند، این سه شهروند، آمریکایی، انگلیسی و ایرلندی بودند. آن‌ها بعداً آزاد گردیدند. همچنین یک ساختمان فرماندهی نیروهای امنیتی تشکیلات خودگردان در جنین توسط نیروهای گردان‌های شهدای الاقصی به آتش کشیده شده و نابود گردید. یکی از رهبران گردان‌های شهدای الاقصی علت آتش زدن ساختمان را امتناع قدوره موسی، شهردار جدید منصوب‌شده از سوی عرفات، از پرداخت حقوق اعضای الاقصی یا همکاری با این گروه ذکر نمود.
در تاریخ ۸ اوت سال ۲۰۰۴ ناهد عریض وزیر دادگستری استعفاء داده و دلیل آن را محرومیت خود از بسیاری از اختیارات قانونی در محدودهٔ سیستم قضائی و قانون ذکر نمود. سال قبل از آن، یاسر عرفات که اقدام به ایجاد مؤسسه‌ای موازی با وزارت دادگستری نموده بود متهم به ادامهٔ کنترل دستگاه قضائی و به‌خصوص احکام دولتی گردید.
در تاریخ ۱۰ اوت ۲۰۰۴ گزارشی از سوی یک کمیتهٔ تحقیق مجلس قانون‌گذاری فلسطین به دلایل وجود هرج ومرج و آشفتگی در تشکیلات خودگردان به‌روی آدرس اینترنتی published توسط روزنامهٔ هاآرتس منتشر شد. این گزارش تقصیر اصلی را از جهت «عدم موفقیت در اتخاذ تصمیم سیاسی جهت خاتمهٔ آن» بر عهدهٔ یاسر عرفات و نیروهای امنیتی تشکیلات خودگردان انداخته بود.
این گزارش می‌افزاید،
«علت اصلی شکست، عدم موفقیت نیروهای امنیتی فلسطین و عدم کارایی مناسب آنان در برقراری نظم و قانون بوده است»....
«عدم وجود کلی یک تصمیم سیاسی شفاف و عدم تعریف نقش‌های ایشان چه بلند مدت و چه کوتاه مدت.»
این گزارش همچنین خواستار توقف شلیک موشک‌های قسام و آتش‌باری توپخانه بر روی شهرک‌های اسرائیلی شده و این امور را برخلاف «منافع فلسطینیان» قلمداد نموده است. حکیم بلاوی  (عربی) سایس:
«... شلیک موشک و آتش باری توپخانه از میان خانه‌ها ممنوع می‌باشد و این نهایت منفعت برای فلسطینیان بوده و نبایستی نقض گردد زیرا در صورت نقض، جواب آن مقابله به مثل وحشیانه ارتش اشغال گر می‌باشد؛ بنابراین آتش باری مورد پذیرش شهروندان نمی‌باشد. کسانی که این عمل را انجام می‌دهند نماینده ملت و کشور نبوده و این اعمال را بدون در نظر گرفتن منافع کلی و افکار عمومی جهان و اسرائیل انجام می‌دهند. هیچ آینده یا مقصودی با موشک باران محقق نمی‌گردد؛ منافع فلسطینیان بسیار مهم‌تر می‌باشد».
علیرغم انتقادات وارده ضد یاسر عرفات، مشکلات همچنان ادامه داشت. در تاریخ ۲۴ اوت طارق ابو رجب دریابان سرویس ضداطلاعات فلسطین در نوار غزه توسط گروهی از مردان مسلح هدف گلوله قرار گرفت. او به‌شدت مجروح شد.
در تاریخ ۳۱ اوت گردان‌های شهدای جنین، شاخه نظامی کمیته معروف مقاومت، تهدید به قتل وزیر نبیل شعث به جرم شرکت در یک کنفرانس در ایتالیا که در آن سالیوان شالوم وزیر امور خارجه اسرائیل نیز حضور داشته نمود، و اعلام کرد «چنانچه شعث نیز در این کنفرانس شرکت کند محکوم به مرگ خواهد شد. این تصمیم غیرقابل برگشت بوده از محافظان وی می‌خواهیم به منظور حفظ جان خود او را همراهی ننمایند.»
در تاریخ ۸ سپتامبر احمد کاریه، نخست‌وزیر مجدداً تهدید به کناره‌گیری نمود. سه هفته از پس گرفتن استعفای او که ابتدا شش هفته قبل آن را مطرح کرده بود، می‌گذشت.
در تاریخ ۱۲ اکتبر موسی عرفات پسر عموی یاسر عرفات و یک مقام ارشد رسمی امنیتی در نوار غزه از یک حمله با بمب داخل اتومبیل جان سالم بدر بردند. اخیراً کمیته معروف مقاومت در یک اقدام تلافی جویانه موسی عرفات را به قتل رهبر منصوب او، محمد نشبات تهدید کرده است.
در تاریخ ۱۴ اکتبر احمد قریع رئیس وزیران تشکیلات خودگردان فلسطین اعلام نمود که تشکیلات، قادر به متوقف ساختن هرج ومرج فزاینده است. درحالی‌که او به صورت معمول اسرائیل را در ایجاد مشکلات تشکیلات خودگردان مورد سرزنش قرار می‌داد، به این موضوع نیز اشاره کرد که بسیاری از نیروهای امنیتی تشکیلات خودگردان در امور مفسده‌انگیز و درگیری فرقه‌ای دخیل هستند. به دلیل فقدان اصلاحات دولتی مورد درخواست میانجی گران بین‌المللی، قانون‌گذاران فلسطینی از کاریه درخواست نمودند که یک گزارش در این خصوص و تا ۲۰ اکتبر تهیه نماید که در این مقطع آنان تصمیم به رأی عدم اعتماد گرفتند.
در تاریخ ۱۹ اکتبر، یک گروه از اعضای گردان‌های شهدای الاقصی به رهبری زکریا زبیدی، اقدام به ربودن وزیر اقتصاد و عضو پارلمان فلسطین نمودند.

### اقدامات جاری فلسطینیان در راستای حفظ نظم و قانون
در سال ۲۰۰۶، پس از پیروزی حماس، وزیر دولت فلسطین اقدام به ایجاد یک نیروی اجرائی برای پلیس نمود. به‌هرحال، رئیس‌جمهور تشکیلات خودگردان با این تصمیم مخالفت نموده و پس از درگیری‌های حماس و فتح، یک تجدید گسترش در نیروها به‌وقوع پیوست و تلاش‌هایی در جهت ادغام این نیرو با پلیس انجام گردید.

## موضع جهاد اسلامی و حماس در قبال انتفاضه
سازمان جهاد اسلامی با انجام عملیات سال‌های ۱۹۸۶ و ۱۹۸۷، در ایجاد انتفاضه نقش عمده‌ای ایفا کرد. جهاد اسلامی با صدور بیانیه‌ها و چاپ نشریات متعدد ۱۶ مردم فلسطین را به شرکت در انتفاضه و انجام اعتصاب دعوت می‌کرد.
سازمان اخوان، عملاً دو ماه پس از آغاز انتفاضه در آن شرکت جست، در اینجا، آنچه شایان توجه است، تحولی است که در استراتژی آن پدید آمد. در استراتژی اخوان، طی مرحلهٔ پیشین، فراخوان برقراری جامعهٔ اسلامی، حتی بدون توجه به مسئله آزادسازی فلسطین، در تقدم قرار داشت. اما منشور - مرامنامه-جنبش مقاومت اسلامی که در خلال انتفاضه به نام «حماس» خوانده شده است، بر دگرگونی مهم در این راهبرد تأکید دارد، به ویژه در آنچه به مسئله جهاد علیه اشغال مربوط می‌شود (به مادهٔ ۱۲ و ۱۳ مرامنامهٔ حماس رجوع شود. ترجمهٔ کامل مرامنامهٔ حماس در کتاب دوم ما، انتفاضه: حماسی و جهاد اسلامی آمده است).